# Full Surface Records
Full Surface Records – amerykańska wytwórnia płytowa założona przez hip-hopowego producenta Swizz Beatza w 2000. Dystrybucją wytwórni zajmują się J Records i Interscope. Full Surface sponsoruje ThugLine Records, wytwórnię założoną przez Wish Bone i Krayzie Bone (z Bone Thugs-n-Harmony). Ostatnio również Drag-On wstąpił do Full Surface. Z wytwórnią kontrakt miał podpisać również DMX, ale wybrał Sony BMG.

## Obecni wykonawcy
- Swizz Beatz

Założyciel/CEO.
- Cassidy

raper z Filadelfii, najlepiej znany z przeboju "I’m a Hustla" i jego freestyle'i. Również członek Ruff Ryders.
- Mashonda

Piosenkarka R&B.
- Yung Wun

Raper z południa, najlepiej znany z przeboju "Tear It Up"
- Larsiny

Grupa raperów z Filadelfii. Najbardziej znany z nich to Cassidy.
- Bone Thugs-n-Harmony

Hip-hopowa grupa z Cleveland, znani przede wszystkim z ich szybkiego stylu.
- Eve

Raperka najlepiej znana z powiązań z Ruff Ryders.
- Drag-On

Były członek wytwórni Ruff Ryders.
- Problem Child

Nowojorski autor tekstów piosenek, syn Richa Portera

## Producenci
- Neo da Matrix

Producent z Filadelfii. Należy do Ruff Ryders i Roc-A-Fella Records.
- The Individualz

Grupa producentów, którzy współpracowali z Bone Thugs-n-Harmony oraz ze Swizz Beatzem na jego solowym albumie.

## Dyskografia
| - 2002 – Swizz Beatz – Presents G.H.E.T.T.O. Stories - 2004 – Cassidy – Split Personality - 2004 – Yung Wun – The Dirtiest Thirstiest - 2005 – Cassidy – I’m a Hustla - 2005 – Mashonda – January Joy (Tylko w Japonii) - 2007 – Bone Thugs-n-Harmony – Strength & Loyalty - 2007 – Swizz Beatz – One Man Band Man - 2007 – Cassidy – B.A.R.S. The Barry Adrian Reese Story |

### Nadchodzące albumy
- Eve – Here I Am
- Bone Thugs-n-Harmony – bd.
- Mashonda – Back to Business
- Krayzie Bone – Chasing the Devil
- Rich Hil – Hey Mama Mixtape
- Rich Hil – bd.
- Larsiny – bd.